# Linia kolejowa nr 982
Linia kolejowa 982 – drugorzędna, jednotorowa, zelektryfikowana linia kolejowa, łącząca rozjazdy 463 i 47 na stacji Zbąszynek. Linia obejmuje tory 185a, 117 i 8 w obrębie wyżej wymienionej stacji.